# دون بادج
جون دونالد («دون» أو «دوني») بادج (John Donald Budge) (ولد 13 من يونيو 1915م - وتوفى 26 من يناير 2000م) هو بطل التنس الأمريكي الذي ظل المُصنف الأول لمدة خمس سنوات في البداية كلاعب هاو ثم لاحقًا كمحترف. اشتهر دون لحصوله على لقب اللاعب الأول بين كُل من اللاعبين واللاعبات وهو اللاعب الأمريكي الوحيد الذي فاز بالبطولات الأربع؛ التي تُشكل بطولة جراند سلام للتنس في نفس السنة، كما يُعد ثاني لاعب يفوز ببطولات جراند سلام الأربع خلال حياته الاحترافية بعد فريد بيري. حقق بادج النصر في عشر بطولات حيث فاز بست بطولات في الجراند سلام على التوالي، وأربع بطولات في بطولات الجراند سلام للمحترفين؛ مع الوضع في الاعتبار أن البطولات الأخيرة أُقيمت على أسطح ثلاثة ملاعب مختلفة عندما تُذكر الضربة الخلفية بظهر المضرب يُذكر اسم بادج لكونه أفضل لاعب يؤدي الضربة الخلفية في تاريخ التنس، حتى ظهور كين روزوول في فترة الخمسينيات والستينيات من القرن العشرين.

## السيرة الذاتية
ولد فيأوكلاند، كاليفورنيا، هو ابن مهاجر اسكتلندي ولاعب كرة قدم سابق - لعب والده العديد من المباريات لصالح نادي رينجرز حيث كان جزءًا من الفريق الاحتياطي وذلك قبل نزوحه للولايات المتحدة. خلال نشأته، لعب دونالد العديد من الرياضات المتنوعة قبل أن يتجه إلى مجال التنس. كان طويل القامة، نحيفًا وساعده طول قامته في تنفيذ ما يُعرف حتى الآن بأقوى ضربات الإرسال على مر العصور.[بحاجة لمصدر] درس بادج بجامعة كاليفورنيا، بركلي في أواخر عام 1933، ولكنه سرعان ما ترك الدراسة ليلعب التنس كجزء من الفريق الاحتياطي للولايات المتحدة أثناء مسابقة كأس ديفيز.
لكونه معتادًا على اللعب على أسطح الملاعب الصلبة في وطنه كاليفورنيا، وجد بادج صعوبة في اللعب على أسطح الملاعب العشبية في الشرق. ومع ذلك، بمساعدة مدرب جيد وبالعمل الجاد المتفاني تخطى جميع الصعوبات التي واجهها سابقًا، وفي عام 1937 تألق بادج في بطولة ويمبلدون، حيث فاز بلقب فردي الرجال، ولقب زوجي الرجال مع جيني ماكو (Gene Mako)، كما فاز بلقب زوجى مختلط مع أليس ماربل (Alice Marble). ثم فاز بفردي الرجال والزوجي المختلط في البطولة الوطنية الأمريكية مع سارة بالفري فابيان (Sarah Palfrey Fabyan).
وفي هذا العام، نال بادج شهرة واسعة خاصة بعد مباراته ضد جوتفريد فون كرام (Gottfried von Cramm) في نهائيات كأس ديفيز ضد ألمانيا. ومع تسجيل نقطة واحدة أمام أربع نقاط للفريق الآخر في المجموعة النهائية، عاد ليسجل 8-6. ويحقق الفوز بفارق نقطتين. وبذلك ساعد الولايات المتحدة على التقدم والتأهل لتفوز لاحقًا بكأس ديفيز لأول مرة بعد اثني عشر عامًا. تقديرًا لمجهوداته، حاز على لقب رياضي العام وفقًا لوكالة أنباء أسوشيتد برس، كما أصبح أول لاعب تنس يتم ترشيحه ليحصل على جائزة جيمس سوليفان كأفضل لاعب رياضي غير محترف شهدته أمريكا.
في عام 1938، تألق بادج في مسابقة التنس للهواة محققًا النصر على جون بروميتش (John Bromwich) في نهائي بطولة أستراليا المفتوحة للتنس، كما هزم كُلاً من رودريك مينزل (Roderick Menzel) في بطولة فرنسا المفتوحة للتنس، وهنري «باني» أوستن في بطولة ويمبلدون حيث إنه لم يخسر أي جولة، كما انتصر على جيني ماكو في بطولة أمريكا المفتوحة للتنس ليصبح أول لاعب يفوز ببطولة جراند سلام لكرة المضرب. كما يُعد أصغر لاعب في التاريخ يحصل على لقب الجراند سلام (أكبر أربع بطولات في عالم التنس). كما فاز ببطولة فرنسا المفتوحة للتنس 11 يونيو 1938، وكان ذلك قبل يومين من احتفاله بعيد مولده الثالث والعشرين.

## كتابات أخرى
- Fisher, Marshall Jon (2009). A Terrible Splendor: Three Extraordinary Men, a World Poised for War and the Greatest Tennis Match Ever Played. ISBN 978-0-307-39394-4

## وصلات خارجية
- دون بادج على موقع الموسوعة البريطانية (الإنجليزية)
- دون بادج على موقع إن إن دي بي (الإنجليزية)
- دون بادج على موقع رابطة محترفي التنس (الإنجليزية)
- دون بادج على موقع الاتحاد الدولي لكرة المضرب (الإنجليزية)
- دون بادج على موقع كأس ديفيز (الإنجليزية)
- دون بادج على موقع قاعة مشاهير كرة المضرب الدولية (الإنجليزية)
- دون بادج على موقع بطولة ويمبلدون (الإنجليزية)
- دون بادج على موقع خلاصة التنس.كوم (الإنجليزية)

- Don Budge biography